# Dreaming Rosario
| Críticas profissionais | Críticas profissionais |
| Avaliações da crítica  | Avaliações da crítica  |
| Fonte                  | Avaliação              |
| ---------------------- | ---------------------- |

Dreaming Rosario é o vigésimo-quarto álbum - o vigésimo-primeiro de estúdio - do roqueiro argentino Fito Páez.
O álbum terá todos os direitos artísticos arrecadados por dois anos em prol dos afetados pela explosão de um edifício na cidade de Rosario, em agosto de 2012.
O disco além de ter sido disponibilizado somente para download digital, trouxe faixas homenageando Ennio Morricone na faixa "Ennio en Mi" e também Luis Alberto Spinetta em "La Vida Sin Luis" apresentada num festival dias depois que o músico faleceu, em 8 de fevereiro de 2012, citando algumas de suas canções em versos.

## Faixas
01. "Sera" (Instrumental)
 02. "Mira Quien Vino" 
03. "El Niño Alado, La Sirena y el Marinero"
 04. "Telaraña Cabaret" 
05. "Marietta" 
06. "La Vida Sin Luis"
 07. "Ennio En Mi" 
08. "Amor es Locura" 
09. "Las Aguas Del Mar" 
10. "Dreaming Rosario" 